# Ernest d’Hervilly
Ernest d’Hervilly (* 26. Mai 1839 in Paris; † 18. November 1911 ebenda) war ein französischer Journalist und Schriftsteller.

## Leben
D’Hervilly wurde 1839 in Paris geboren. Er bekam nach erfolgreichem Abschluss seines Studiums eine Anstellung in der Verwaltung der „Ingenieurs du corps des ponts et chausées“ (IPC). In diese Zeit fielen auch seine ersten literarischen Versuche, bei denen er u. a. auch Arthur Rimbaud und Paul Verlaine kennenlernte. Durch die Unterstützung gerade dieser beiden kam d’Hervilly in Kontakt mit den meisten der Parnassiens. Heute zählt er selbst zu dieser literarischen Vereinigung.
D’Hervilly verstarb 1911 in Paris im Alter von 72 Jahren.

## Darstellung
Auf dem Gemälde Coin de table des Malers Henri Fantin-Latour ist Ernest d’Hervilly zusammen mit einigen Kollegen dargestellt.

## Werke (Auswahl)
Erzählungen und Romane
- Aventures du prince Frangipane. 1898.
- Le chat du Neptune. 1886.
- Contes pour les grandes personnes. 1984.
- Les baisers. 1872.
- Le Harem. 1974.
- Parisienneries. 1882.
- Les Parisiens bizarres. 1885.

Theaterstücke
- Bigoudis. Comédie en 1 acte. 1885.
- Le bonhomme misère. Légende en 3 tableaux. 1887 (zusammen mit Alfred Grévin).
- Le docteur sans pareil. Comédie en 1 acte. 1875.
- Le magister. Comédie en 1 acte. 1877.
- Midas. Comédie en 1 acte. 1892.
- Molière en prison. Comédie en 1 acte. 1886.
- Le parapluie. Comédie en 1 acte. 1880.